# Pteroptochos megapodius
Pteroptochos megapodius е вид птица от семейство Rhinocryptidae.

## Разпространение
Видът е разпространен в Чили.